# Trifolium campestre
Енглеска детелина, другачије и жута гуњица (лат. Trifolium campestre),  јесте једногодишња биљка која припада породици  лат. Fabaceae, које су по облику цвета познате као лептирњаче, или по облику плода, као махунарке.  Карактеристична за сувље ливаде, пашњаке и антропогено измењене пределе.

## Опис врсте
Стабло им је дугачко од 15 до 30 cm, а неке биљке могу достићи и висину од 50 cm. Такође је и длакаво, већином разгранато, усправно али може бити и поглегло.
Листови су  по облику клинасто објајасти. Налазе се на голим лисним дршкама, краћих дужина, 1 до 1,5 cm. Сложени, састављени од 3 лиске, величине 6-12 са 4-8 mm, са назубљеним ивицама. Дуж стабла су наизменично распоређени и одликује их паралелна нерватура. Лисни залисци су јајасти, до дугуљасти, и зашиљени.
Цветови образују главичасте цвасти, које су у почетку лоптасте, а касније јајасте са много збијених цветова (20-30). Дужина осовине цвасти обчно прелази листове који се налазе испод. Цветне дршке су веома кратке, за половину краће од цеви чашице, и на крају цветања се обарају. Двојан перијант, којег чине чашица и круница. Чашица је беле боје и  дугачка око 2 mm, изграђена од 5 крнучних листића и сраста у мембранозну цев. Горњи највећи листић представља заставицу (vexillum), ланцетастог облика.  Два бочна листића су крлица, која су дугуљастог облика и врхови су им тупо заобљени. Круница је дужине 5 до 7 mm, светложуте до јарко жуте, а касније и жутомрке боје. Цветови су зигоморфни. Андрецеум се састоји из 9-10 прашника, од којих су 9 срасли, а један је слободан. Гинецеум је монокарпан. 
Плод је махуна, која настаје из монокарпног плодника и отвара се са две пукотине, дугуљастог облика, шиљаста, са једним семеном.
Семе је дужине 1 mm, јајастог облика, браон боје и глатка по површини.

## Станиште
Настањује суве ливаде, пашњаке и има је у убраним стаништима, попут паркова људских насеља.Највише се јавља у пределима Медитерана, као и остатка Европе, али је и широм света, попут западне и источне Азије као и неки предели Сједнињених Америчких држава.

## Распорстрањеност
Аутохтоно се јавља у следећим земљама/пределима : Авганистан, Албанија, Алжир, Аустрија,, Балтичке државе, Белорусија, Белгија, Бугарска, Канарска острва, Корз, Кипар,, Данска, Џибути, Источно Егејско острво, Источноевропска Русија, Египат,, Етиопија, Француска, Немачка, Велика Британија, Грчка, Мађарска, Иран, Ирак, Ирска, Италија, Крити, Крим, Либан-Сирија, Либија, Мадеира, Мароко, Холандија, Њујорк, Северни Кавказ, Северозападна Европа , Норвешка, Палестина, Пољска, Португал, Румунија Русија, Сардања, Саудијска Арабија, Сицилија, Синај, Шпанија, Судан, Шведска, Швајцарска, Закавказ, Тунис, Турска-у-Европи, Туркменистан, Украјина, Земље бивше Југославије, Зимбабве 

## Инфраврсте
Врста trifolium campestre данас обухвата и 2 опште-прихваћене инфраврсте, Trifolium campestre subsp. campestre и Trifolium campestre subsp. paphium. Инфраврста Trifolium campestre subsp. campestre је аутохтона за пределе Макронезије, Европе до Ирана, као и тропске Африке, док је инфраврста Trifolium campestre subsp. paphium аутохтона за острво Кипар.

## Употреба и култивација
Енглеска детелина је погодна за пољопривреду, јер је њено лишће добро за исхрану стоке, а може служити и за обнављање земљишта.